# Stoh (Malá Fatra)
Stoh (1607,4 m n. m.) je výrazný holý vrchol v hlavním hřebeni Krivánské části Malé Fatry.
Stoh je výborným vyhlídkovým bodem s kruhovým výhledem především na sousední vrcholy Velký Rozsutec (od kterého je oddělen sedlem Medziholie) a Poludňový grúň (od kterého je oddělen Stohovým sedlem). Je křižovatkou turisticky značených stezek. Svahy Stohu, které jsou silně lavinové, jsou v některých částech porostlé souvislými plochami borůvek (Vaccinium myrtillus). Je pravděpodobné, že na Stohu původně rostl les a kosodřevina. V minulosti byl však z důvodu intenzívního využívání k pasení ovcí postupně zcela odlesněn.

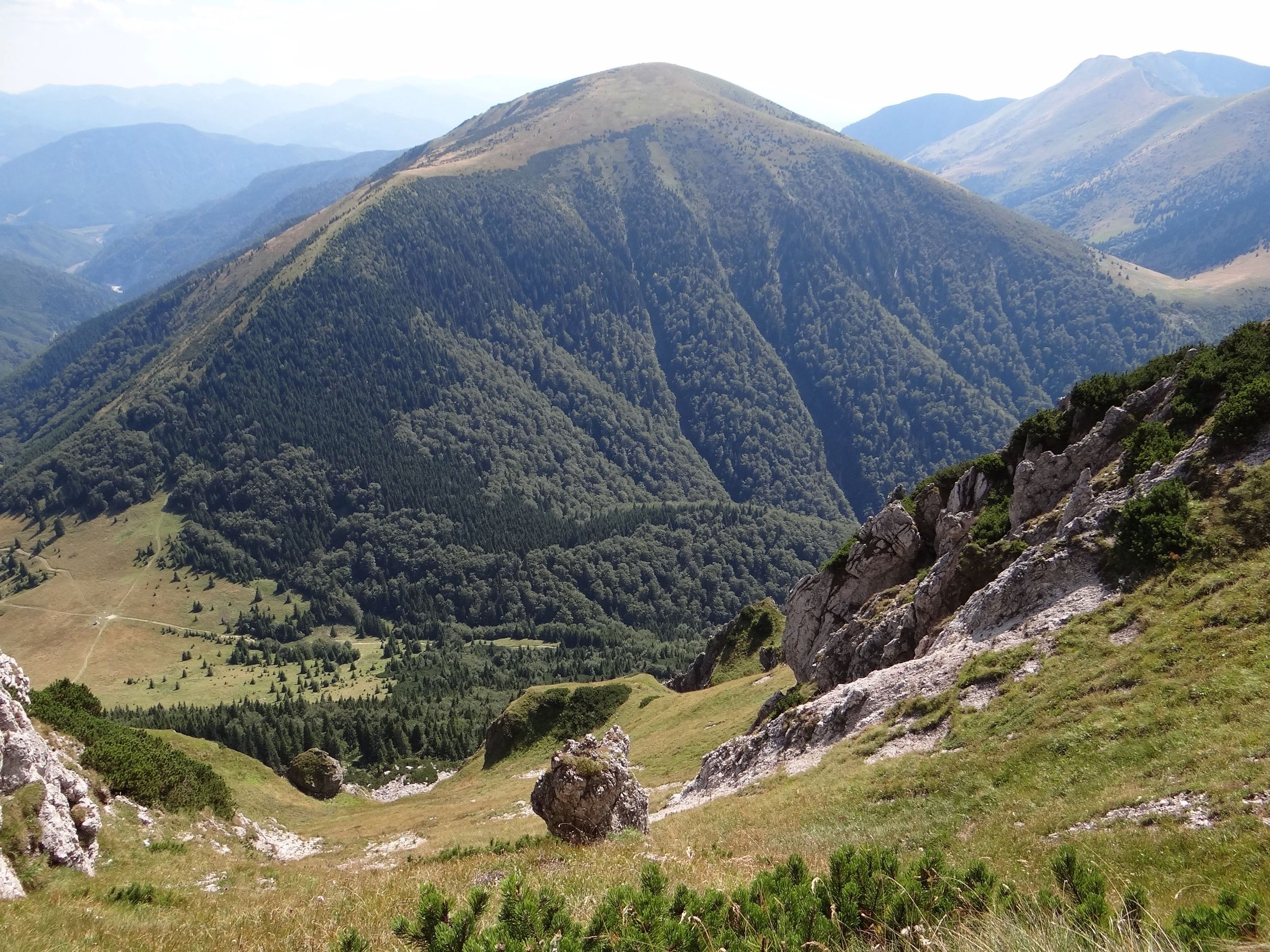
Stoh z Velkého Rozsutce